# Кулик (Костанайская область)
Кулик (каз. Күлік) — упразднённое село в Амангельдинском районе Костанайской области Казахстана. Входило в состав Урпекского сельского округа. Ликвидировано в 2010 году.

## Население
В 1999 году население села составляло 92 человека (44 мужчины и 48 женщин). По данным переписи 2009 года в селе проживал 21 человек (10 мужчин и 11 женщин).